# Euopius completus
Euopius completus är en stekelart som beskrevs av Fischer 1969. Euopius completus ingår i släktet Euopius och familjen bracksteklar. Inga underarter finns listade i Catalogue of Life.